# Région de Mopti
Pour la ville, voir Mopti.
La région de Mopti est la cinquième région administrative malienne, et ce, depuis le 7 juin 1960. Située au centre du pays, elle s’étend sur 26 550 km2 et son chef-lieu est la ville de Mopti. En 2023, lors de l'établissement de nouvelles régions, elle passe d'une superficie de 79 017 km2 à son aire actuelle, au profit des régions de Douentza et de Bandiagara. 

## Géographie
| - OpenStreetMap Limite de la région. |

La région de Mopti est limitée au nord par la région de Tombouctou, à l’ouest et au sud par la région de Ségou, et au sud-est par le Burkina Faso.
| Tombouctou | Tombouctou | Douentza   |
| Ségou      | Mopti      | Bandiagara |
| Ségou      | San        | Bandiagara |

Avec les régions de Ségou et Koulikoro, elle forme ce qui est communément désigné comme le Centre du Mali.
La région est traversée par le fleuve Niger. Le Bani, son affluent, le rejoint à Mopti.

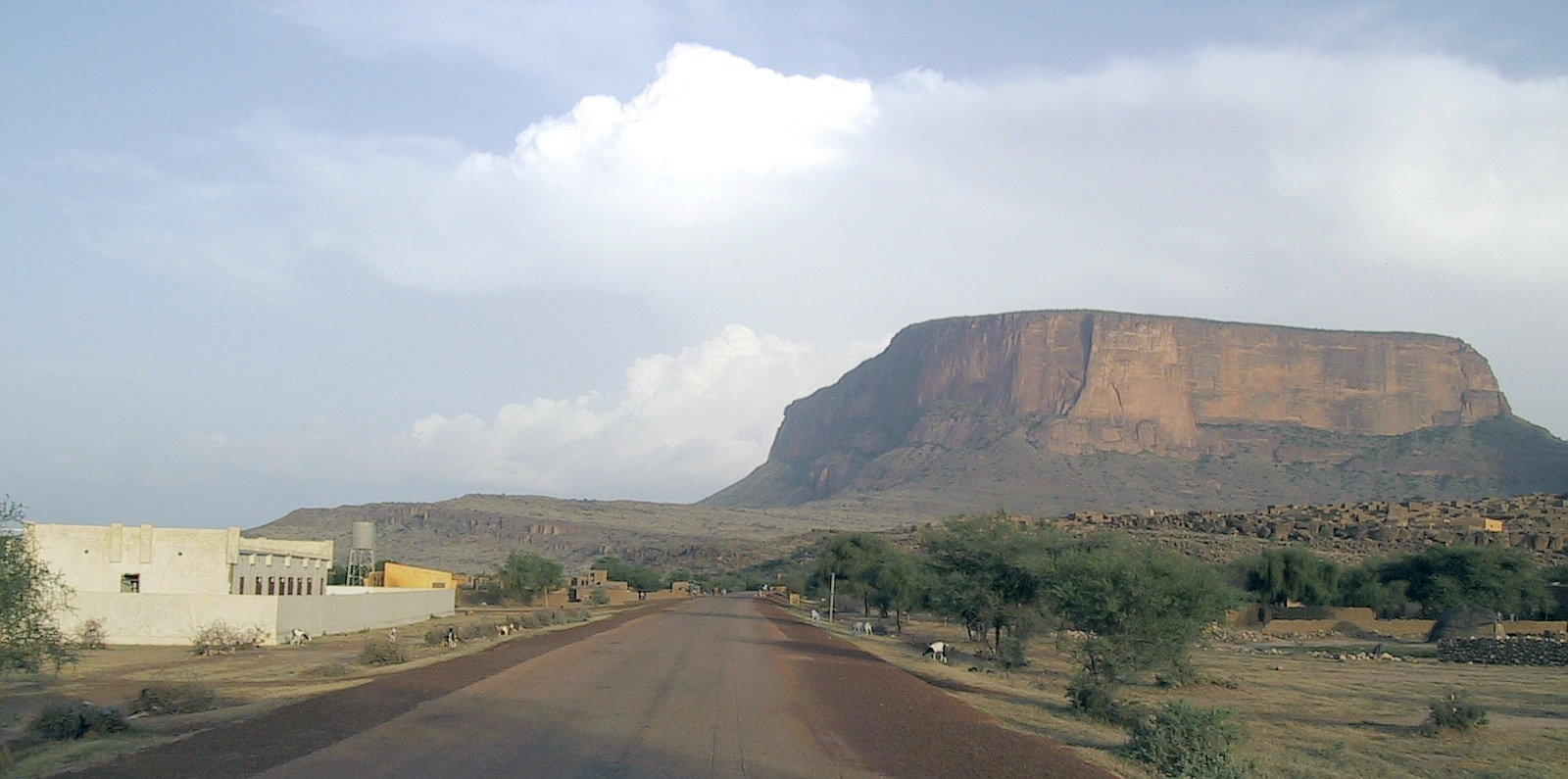
Le mont Hombori.

La région se partage en plusieurs zones : le delta central du Niger autour de Mopti, la falaise de Bandiagara et la plaine de Bankass le long de la frontière du Burkina Faso.Le mont Hombori, point culminant du Mali, culmine à 1 153 mètres.
Le climat est de type sahélien.
La région de Mopti compte 7 forêts classées, couvrant une superficie de 8 646 ha.
Dans la région sont situés la réserve spéciale des éléphants de Douentza dans le Gourma et deux sites Ramsar (Walado debo et la Plaine de Séri).
Les grandes villes de la région sont Mopti, Sévaré, Djenné, Bandiagara, Douentza, Bankass et Youwarou.
La réserve de Bay est située dans cette région.

## Population et démographie
La région compte 2 037 330 habitants en 2009. 

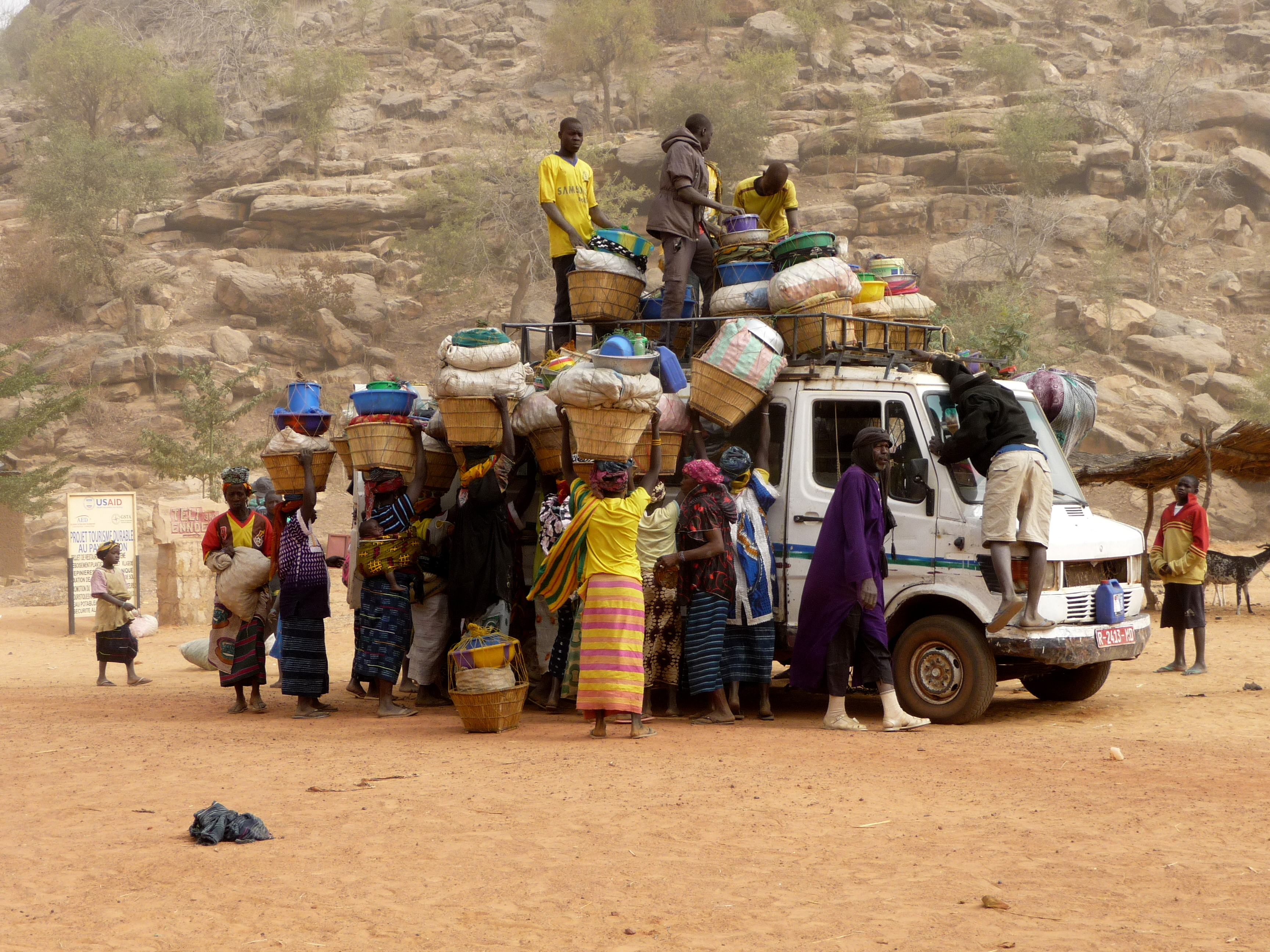
Femmes de Kani Kombolé partant au marché avec leurs paniers.

La région est peuplée de trois ethnies principales : les Peuls (principalement éleveurs), les Dogons (principalement agriculteurs) et les Bozos (principalement pêcheurs). À ces populations s'ajoutent les Songhaï, les Bambaras, les Touaregs et les Maures.
La population a augmenté de 38 % depuis 1998, soit un taux d'accroissement moyen annuel de 3,0 % entre 1998 et 2009. Le cercle de Douentza a connu la plus forte augmentation de la population (+59 %) suivi par ceux de Mopti et Bandiagara (+40 %).

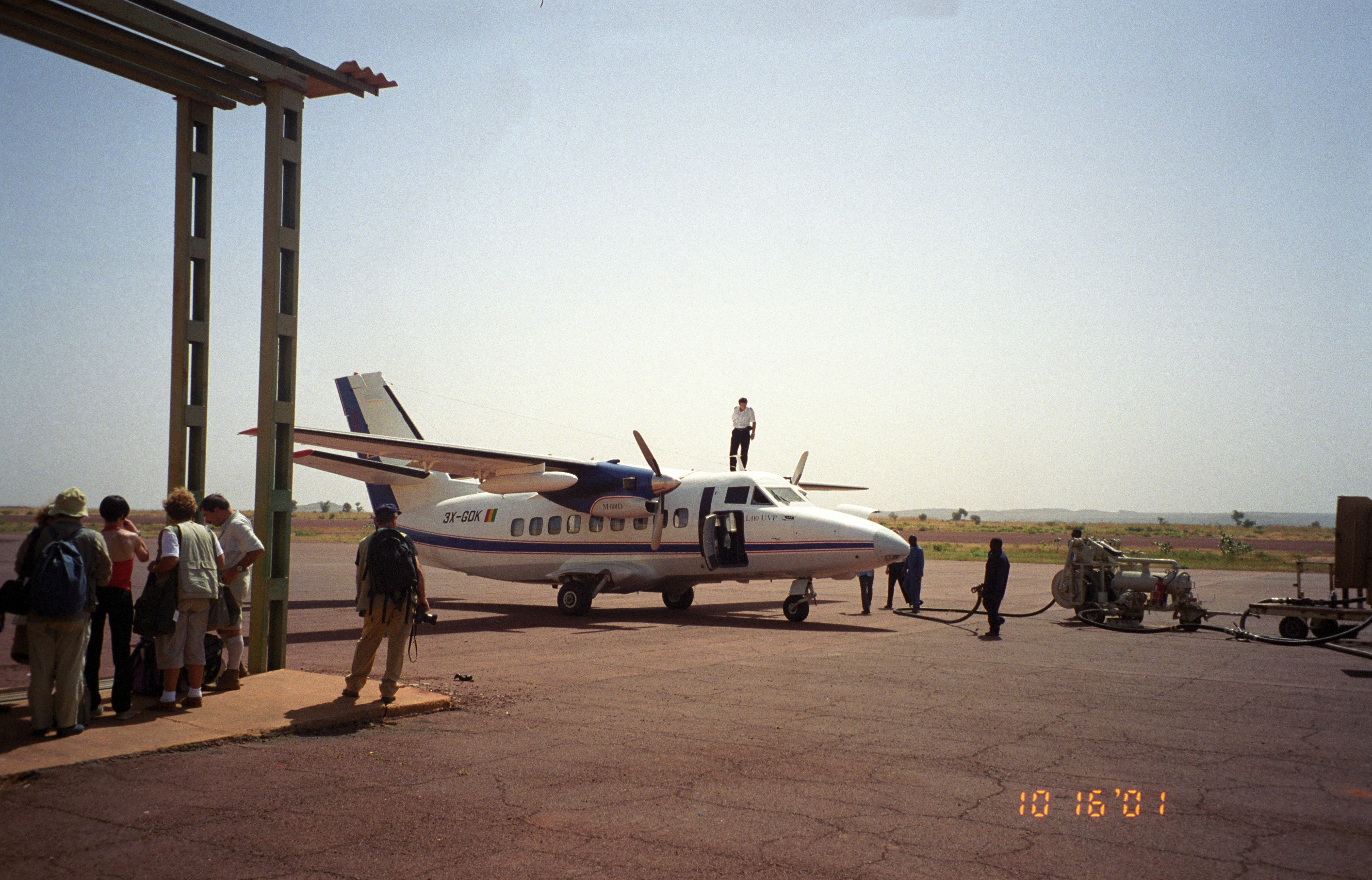
Aéroport de Mopti-Sévaré.

## Transport et économie
La région est desservie par l’aéroport international de Mopti Ambodédjo, qui est situé sur la commune de Sévaré.
Par le fleuve Niger, on peut rejoindre Koulikoro, Djenné, Ségou, Mopti, Tombouctou et Gao.
La région de Mopti étant bien irriguée, par le fleuve Niger et la rivière Bani), l’agriculture est prospère. La pêche est un secteur important. Mopti est un carrefour commercial entre le nord et le sud du Mali et les pays limitrophes. Le tourisme est bien développé dans cette région, notamment les villes de Djenné et de Mopti et le pays Dogon.

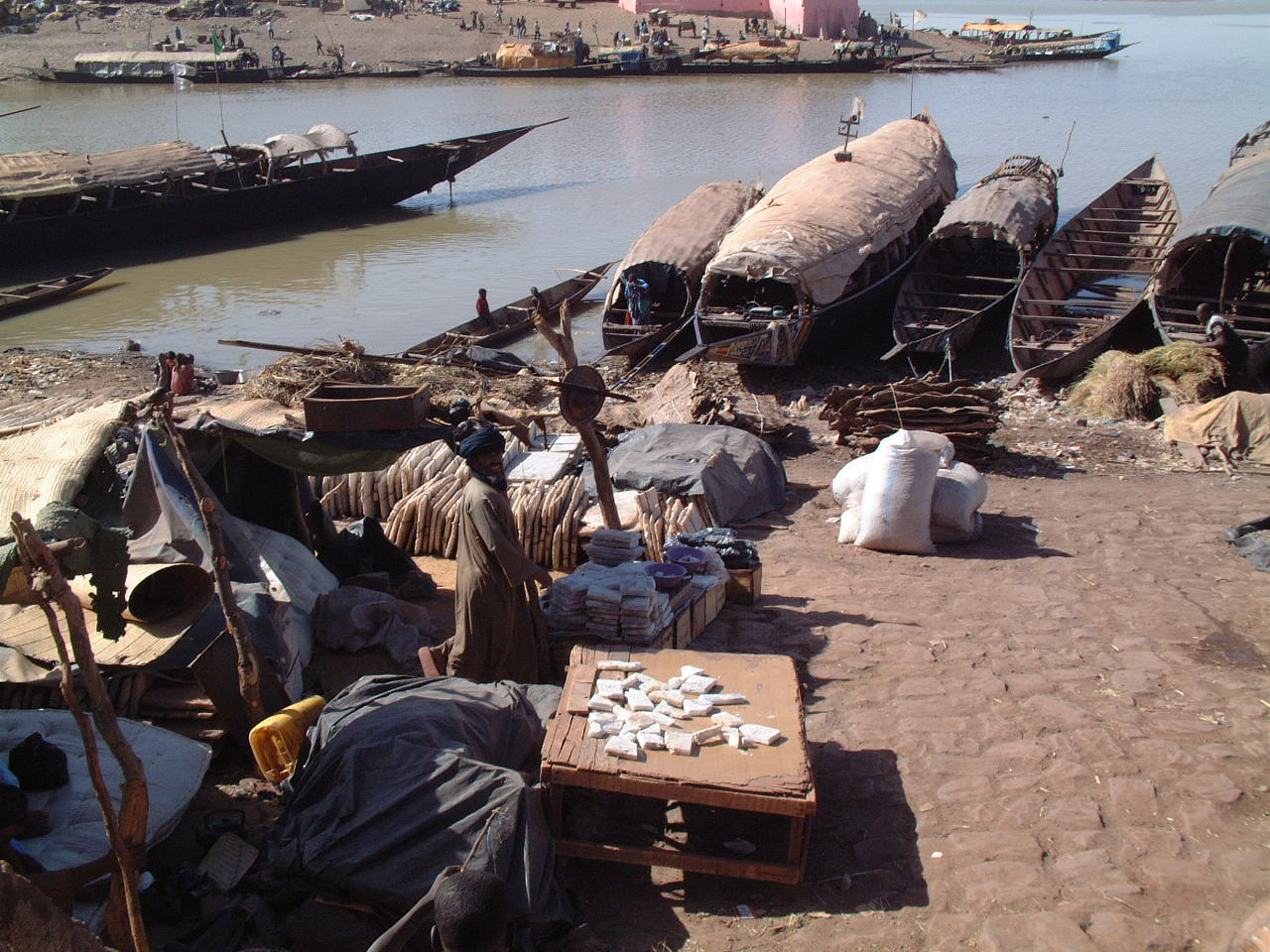
Port de Mopti.

En partant de Mopti, des pirogues peuvent amener les touristes en un très agréable voyage sur le fleuve Niger. Le long des berges défilent de multiples activités et l'on découvre des villages spécialisés dans une fonction économique bien distincte ; comme le village des pêcheurs.

### Le village des pêcheurs
Le village des pêcheurs est un village de la région qui se trouve à environ une demi-heure de pirogue à moteur de Mopti. En dehors des heures de pêche qui se pratique avec un filet à maille fine, les longues barques sont rangées sur une des berges du village alors que la rive opposée héberge le chantier de réparation navale.
Les petits poissons sont étalés (vivants et entiers) sur le sol, afin qu'ils sèchent au soleil. Une fois séchés, les poissons sont étalés au milieu d'une couche de paille qui doit se consumer très lentement afin d’obtenir un bon fumage et éviter la cuisson. Il existe deux techniques de fumage : celle à la paille seule et celle avec de la paille mélangée avec de la bouse de vache qui, paraît-il, donne un fumet particulier très apprécié des Maliens, qui considèrent cela comme une friandise et que l’on trouve sur les différents marchés de la région.

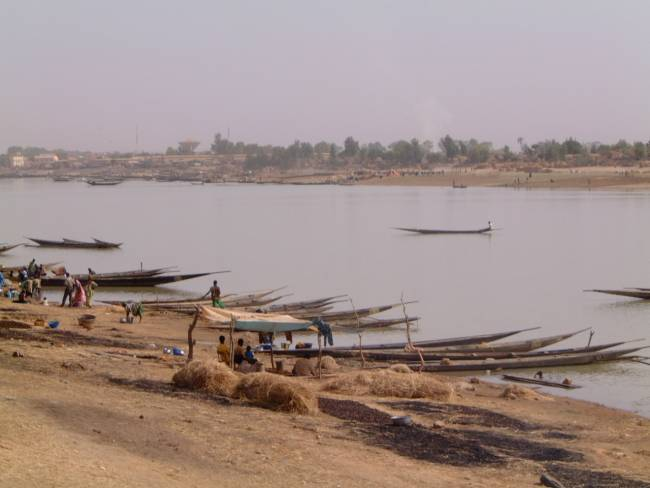
Barques de pêche
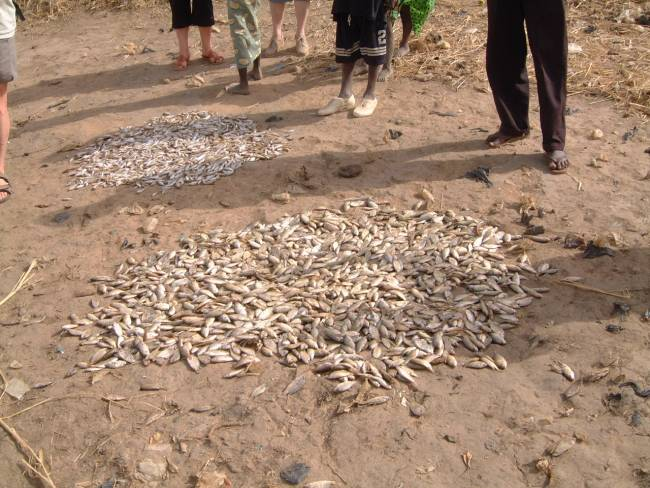
Séchage du poisson
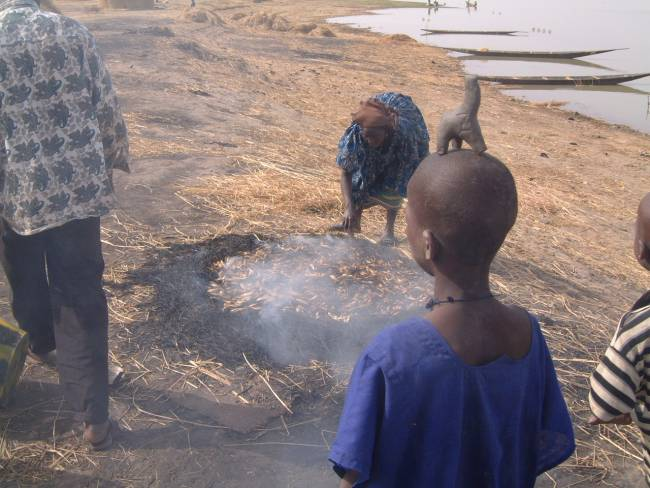
Fumage du poisson
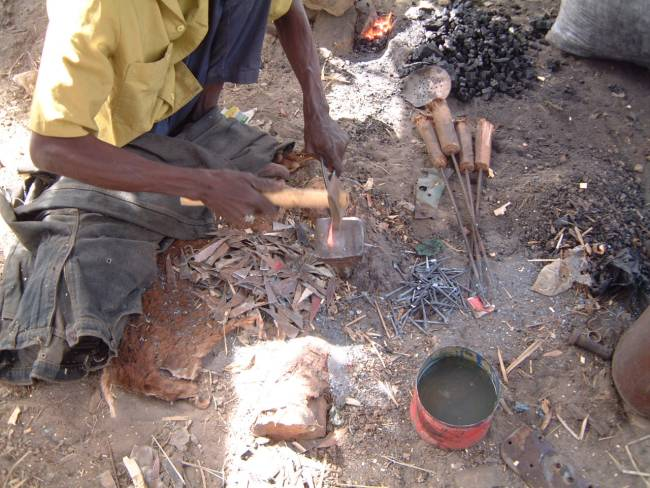
Le forgeron

Sur l'autre rive du fleuve se trouve le chantier naval où de nombreux bateaux sont en réparation. À l’écart, assis à même le sol, le forgeron fabrique les clous nécessaires à la réparation des barques. Tiré d’un petit triangle découpé dans une pièce de carrosserie d’automobile et chauffé au rouge, le forgeron, en cinq coups de marteau précis, transforme ce morceau de tôle en un clou fin, pointu et solide. Le feu de forge est maintenu à l’aide d’un soufflet « fait maison » actionné par un enfant.

## Histoire
La ville de Mopti, ancien village bozo nommé Saghan, a pris son essor avec l’installation du roi Sékou Amadou en 1820 puis avec l’Empire toucouleur d’El Hadj Oumar Tall.
Lors de la réforme administrative initiée en mars 2012, la région de Mopti perd la partie orientale de son territoire, Douentza (cercle de Douentza) et Bandiagara (cercles de Bandiagara, Bankass et de Koro) sont érigées en régions. En mars 2023, la Loi 2023-006 confirme la division du pays en 19 régions et un district. La région de Mopti conserve les 4 cercles de Mopti, Djenné, Ténenkou et Youwarou.

## Culture

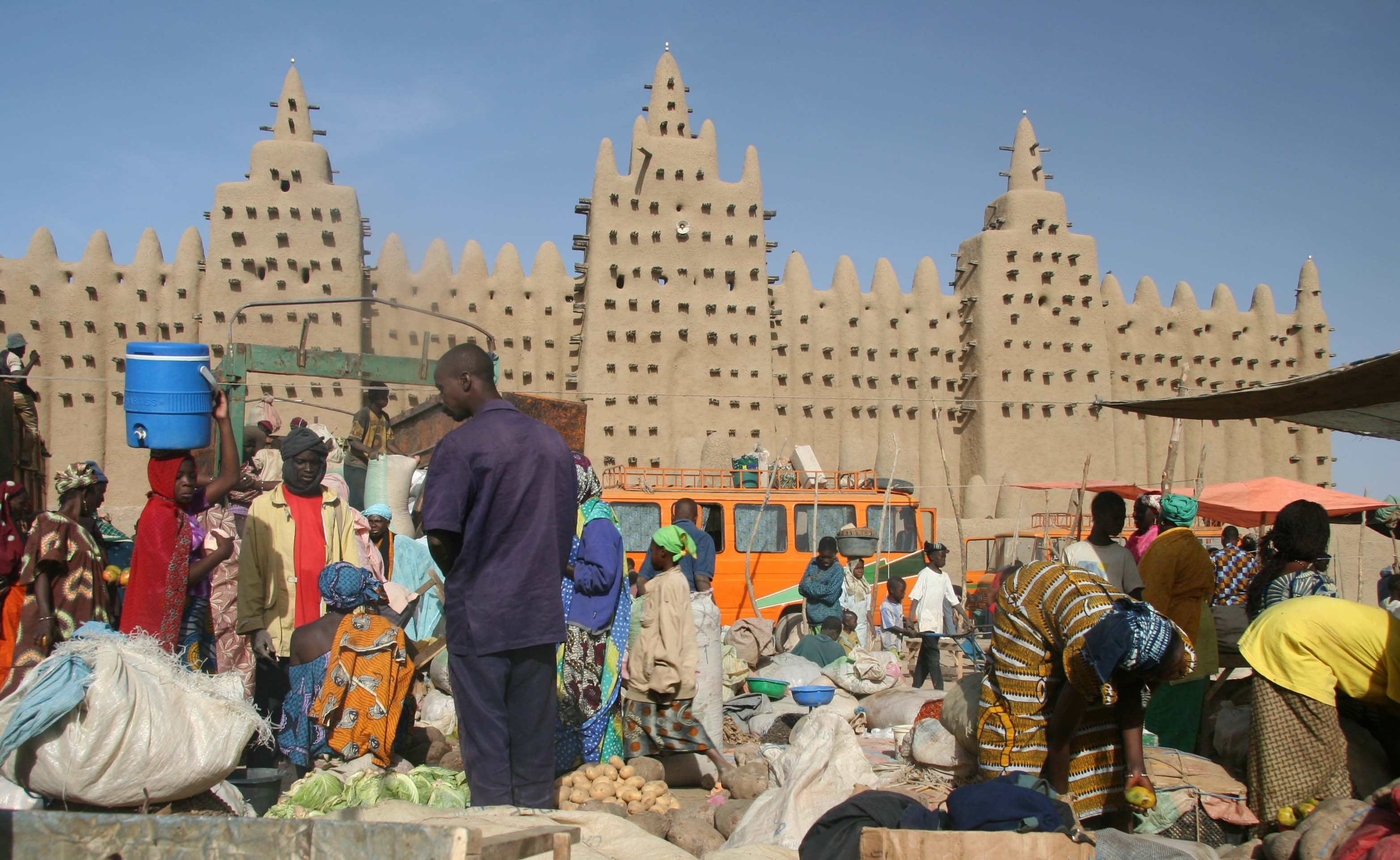
La grande mosquée de Djenné.

La région est un creuset composé de différentes ethnies qui vivent en harmonie les unes avec les autres. Plusieurs langues sont parlées dans la région : le bozo, le dogon, le peul, le tamasheq, le maure, le sonrhaï, et le bambara en plus du français et de l'arabe.
La ville de Djenné et la falaise de Bandiagara sont classées sur la liste du patrimoine mondial de l’humanité par l’Unesco.

## Administration
La région de Mopti est divisée en huit cercles (Bandiagara, Bankass, Djenné, Douentza, Koro, Mopti, Ténenkou, Youwarou) regroupant 108 communes.
Boubakari Tapily est le président de la région de Mopti[réf. nécessaire]. Le gouverneur est Sidi Alassane Touré de 2017 jusqu'à juin 2019.
Depuis 2023, la région est composée de 8 cercles, divisés en 33 arrondissements et 50 communes :
| Code | Cercle                   | Arrondissements | Communes |
| ---- | ------------------------ | --------------- | -------- |
| 0501 | Cercle de Mopti          | 7               | 12       |
| 0502 | Cercle de Djenné         | 5               | 11       |
| 0503 | Cercle de Ténenkou       | 4               | 8        |
| 0504 | Cercle de Youwarou       | 6               | 7        |
| 0505 | Cercle de Konna          | 3               | 3        |
| 0506 | Cercle de Korientzé      | 4               | 4        |
| 0507 | Cercle de Sofara         | 2               | 2        |
| 0508 | Cercle de Toguéré-Coumbé | 3               | 3        |

## Coopération décentralisée
Le conseil général d'Ille-et-Vilaine et la région de Mopti entretiennent des relations de partenariat depuis le 28 avril 1984.
La région Centre (France) et la région de Mopti ont signé un accord un accord de coopération décentralisée le 17 décembre 2005. Dans le cadre de cette coopération, le projet « Loire-Niger », pour une coopération de « fleuve à fleuve » est mis en place.

## Histoire récente
La région subit depuis 2012 la guerre du Mali; avec une certaine activité de différents groupes, dont le Front de libération du Macina, un groupe salafiste djihadiste. Mais depuis 2016-2017, les milices dogons « Da Na Ambassagou » y participent dans la zone du plateau Dogon.